# Ludovic Robeet
Ludovic Robeet (Nivelles, 22 de mayo de 1994) es un ciclista profesional belga que compite con el equipo Cofidis.

## Trayectoria
Debutó como profesional en 2013 con el equipo Color Code, donde estuvo hasta 2016 cuando se marchó para competir desde 2017 con el WB Veranclassic Aqua Protect. Con este equipo logró su primera victoria en 2019 al ser el más rápido de la fuga en la cuarta etapa de la Settimana Coppi e Bartali. Del mismo modo consiguió su segundo éxito en 2021 en la Nokere Koerse, al ser el hombre más fuerte de una escapada que el pelotón no consiguió neutralizar.
De cara al año 2024 se unió al equipo Cofidis con un contrato de un año más otros dos opcionales.

## Palmarés
2019
- 1 etapa de la Settimana Coppi e Bartali

2021
- Nokere Koerse

## Equipos
- Color Code (2013-2016)
  - Color Code-Biowanze (2013-2014)
  - Color Code-Aquality Protect (2015)
  - Color Code-Arden'Beef (2016)
- Wallonie Bruxelles (2017-2023)
  - WB Veranclassic Aqua Protect (2017)
  - WB-Aqua Protect-Veranclassic (2018)
  - Wallonie Bruxelles (2019)
  - Bingoal-WB (2020-2021)[4]
  - Bingoal Pauwels Sauces WB (2021-2022)
  - Bingoal WB (2023)
- Cofidis (2024-)